# Менијерова болест
Менијерова болест, ендолимфатични хидропс, хидропс лавиринта, (лат. Morbus Menierе) је хронични поремећај у унутрашњем уву који, иако озбиљно ремети живот пацијента, није фаталан. Према Америчкој академији за оториноларингологију, Мениејрову болест карактеришу четири главна симптома, који се јављају са различитим степеном интензитета: вертиго (вртоглавица са нистагмусом), губитак слуха, тинитус (зујање или шум у ушима) и осећај пуноће у ушима.
Фазе у развоју Менијерове болести крећу се од почетних знакова и симптома па све до тешких, онеспособљавајућих напада вртоглавице и потпуног губитка слуха, ако се болест не лечи.
Болест, највероватније, настаје због поремећаја микроциркулације у лавиринту ува. Наглувости је промењива, али са временом напредује. Највећи број болесника је између 40 и 60 година. Око 40.000 нових случајева Менијерове болести годишње се дијагностикује само у Сједињеним Америчким Државама. Око 3% болесника са дијагнозом Менијерове болести су деца. Болест се нешто чешће јавља код жена. Код неких жена побољшање симптома јавља се у трудноћи. Код отприлике 5% случајева са Менјеровом болешћу, постоји позитивна породична анамнеза која указује да постоји генетска компонента у подскупу појединаца са овом болешћу. Иако се код већина случајева Менијерова болест јавља једнострано, без доминације левог или десног ува, у око 10-50% болесника симптоми се могу јавити и на супротном уву.

## Историја
Француски лекар Проспер Менијер (Prosper Ménière, 1799 — 1862) први је 1861. године описао ову болест коју коју је повезао са променама у унутрашњем уву. Наиме он је после дугих и систематских посматрања промена код преко 60 болесника са слушно-вестибуларном кризом, објавио своја запажања у четири узастопна чланака у једном медицинском часопису у Паризу 1861. године У њима је доказао да у неким болестима са вртоглавицом и поремећајем слуха, процеса није локализован у мозгу, како се сматрало, већ у унутрашњем уву. Стриктно говорећи, случајеви које је описао Менијер заправо су представљени леукемијом изазвана крварење у унутрашњем уву.
Године 1895. болест је у част, Проспера Менијера, који је први описао добила назив Менијерова болест.
Мада су модерна схватања Менијерове болести знатно еволуирали, и данас постоје бројне заблуде. Доста често лекари већину вртоглавица означавају као Менијерова болест, или што је још неприхватљивије као Менијеров синдром. Да би донекле отклонили обе дилеме и уједначили ставове струке Америчка академија за оториноларингологију, Фондација (ААО-ХНС) за хирургију главе и врата и Одбор за слух и равнотежу, објавили су јединствени став и смернице за клиничку дијагнозу Менијерове болести током 1972, 1985, и 1995. Према тим смерницама, Менијерова болест се дефинише као; понављајући, спонтани, епизодични; губитак слуха праћен вртоглавицом, пуноћом и зујањем у ушима. Да би дијагноза била постављена зујање у ушима или пуноћа (или обоје) мора бити присутно на оболелој страни.
За примену ототоксичних антибиотика из групе аминогликозида у лечењу Менијер болести заслужан је Harold F. Schuknecht s који је 1950-их година применио стрептомицин, истовремено локално и парентерално.

## Менијерова болест и анатомија ува
Људско уво је сложени сензорни орган који има две функције: функцију слуха и функцију одржавање равнотеже. Својим већим делом лежи у
петрозном делу темпоралне кости. На основу морфофункционалних карактеристика, уво се дели на: спољашње (екстерно) уво (за слух), средње уво (за слух) и унутрашње уво (за слух и равнотежу). Сваки од ових делова има функционалне подсклопове за одређене функције.

### Спољашње уво
Спољашње уво је спољни део ува, чија је функција да „прими или ухвати“ звучне таласе, идентификује из ког правца они долазе, и каналише их (или спроведе) у унутрашње уво. Компоненте спољашњег ува су:
Ушна шкољка
Ушна шкољка је видљиви део ува направљен од хрскавице која омогућава да слушалац лоцира извор звука.
Ушни канал
Цев која усмерава звучне таласе ка бубној опни носи назив ушни канал.
Бубна опна
Мембрана тимпани или бубњић је танки, у облику ваљка мембрана која раздваја спољни део ува од средњег ува. Она штити средње уво од спољашњег окружења. Бубна опна је уједно и први орган ува који реагују на звучне таласе који се спроводе кроз ушни канал.

### Средње уво
Средњег уво је ваздухом испуњена шупљине, познат и под називом бубна дупља (cavum tympani). Средњег уво је смештено у шупљини темпоралне кости, у њеном делу у бази лобање. Његова главна функција је да пренесе звучне таласе из спољашњег окружење у унутрашње уво. Средње уво се састоји из два дела:
Слушних кошчица
Слушне кошчице су јако мале кости, међусобно повезане, које реагују померањем на вибрације бубне опне, Оне својим механичким покретима преносе звучне таласе са бубне опне на унутрашње уво.
Слушне кошчице се састоје од три мале кости под називима који опонашају њихов изглед: чекић (malleus), наковањ (incus), и узенгија (stapes). Чекић је у непосредној вези са бубном опном а узенгија у непосредној вези са „овалним прозором“, мембраном која раздваја средње од унутрашњег ува.
Еустахијева туба
Еустахијева туба је цев која повезује средње уво са назофаринксом (сегментом грла иза уста и носне шупљине), која по принципу „вентила притиска“ проветрава и уједначава притисак ваздуха у средњем уву.

### Унутрашње уво
Унутрашњег ува је орган одговоран за тумачење долазних звучних таласа (слушна функција) и одржавање равнотеже (вестибуларна функција). Унутрашње уво са састоји од лавиринта, који је испуњен течношћу. Он обједињава органе за слух и равнотежу. Лавиринт је у потпуности смештен у кости, тј шупљем делу темпоралне кости у бази лобање.
Лавиринт је најодговорнији орган за Менијерову болест, рачунајући ту и све знаке и симптоме који потичу од стране поремећаја функција слуха и вестибуларне равнотеже.
Унутрашње уво се састоји из три дела: пужа или кохлее, полукружних канала и вестибулума.
Кохлеа (пуж)
Пуж или кохлеа је суштинска орган чула слуха. Он је у облику спирале сличне кућици пужа. Смештен је са предње стране унутрашњег ува, и себи садржи Кортијевов орган (који је грађен од косих ћелија које преносе нервне сигнале до мозга).
Полукружни канали
Полукружни канали смештени су у задњем делу унутрашњег ува. Они су део органа за равнотежу и контролу покрета. Полукружни канали служе за детекцију ротационог кретања тела кроз простор.
Вестибулум
Вестибулум је централни део унутрашњег ува који спаја кохлеу и полукружне канале. Он у себи садржи два мембранозне врећица, утрикулус и сакулус, које су важне за одржавање равнотеже и детекцију линеарног кретање у простору (за разлику од ротационог чију контролу врше полукружни канали):
- Утрикулус - произилази из полукружних канала
- Сакулус - је повезан са кохлеарним каналом.

У оквиру кохлее, полукружних канала, и трема, постоје и два комплексна система кесица стављених од мембране, канала, цеви и нерава, један унутар другог. Спољни систем садржи течност која се зове перилифа. Унутар система који садржи перилимфу је други сложени систем канала. Течности у овом система назива се ендолимфа, и она се хемијски разликује од перилимфе. Мембрана која раздваја ендолимфом - испуњен кохлеарни канал од околне перилимфе зове се мембрана Рајснери.
Инервација унутрашњег ува
Инервација органе унутрашњег ува долази из вестибулокохлеарног нерва, или осмог лобањског нерва. Као што му само име говори, овај нерв се састоји од две гране:
- вестибуларне, која носи сигнале из вестибуларних органа (семициркуларних канала и предворја или трема) до мозга;
- кохлеарне, која преноси сигнале од аудиторног органа (кохлее) до мозга.

## Менијерова болест и физиологија ува
Чуло слуха човека је природни систем сензора који омогућава перцепцију звучних појава из околине. Овај систем се састоји од два ува који су, као физичком препреком, просторно раздвојени главом. Под утицајем физичких надражаја из човековог окружења у његовој свести стварају се одговарајуће звучне сензације, о изворима звука и њиховом положају у простору. По својим акустичким особинама чуло слуха је прилагођено пријему звука у ваздуху, јер је ваздух човеково природно окружење.
У грађи чула слуха и његовим функцијама постоје и одређене индивидуалне разлике међу људима, што је утиче и на различите манифестације знакова и симптома код истоветних болести, нпр Менијерове болести.

### Слух
Орган слуха је биолошки рецептор звука, сензорни орган подешен да акустичке промене притиска и померање честица ваздуха прикупи, трансформише, измени и до одређених центара у мозгу пошаље одговарајуће биоелектричне потенцијале. Они ће у центрима у мозгу, бити подвргнути процесима анализе, интеграције и препознавања (идентификације), како би се припремили за даљу свесну обраду. Ово је активни процес који почиње у спољној средини и наставља се на целом путу у низ механичких, хемијских и електричних ефеката кроз све структуре ува, слушне нерве, једра, синапсе и центре.
Са практичног становишта цео феномен слушања зависи од три основне карике:
- врсте и квалитет звучног надражаја (стимулуса)
- спроводног (трансмисионог односно кондуктивног) апарата који преноси и на одређени начин трансформише звук из спољне средине до сензорских елемената
- перцепторног апарата који прихвата звучне сигнале и претвара их у одређене биолошке еквиваленте погодне за даљу неуролошку обраду све до преласка у свест. За клинику је од великог значаја познавање сваког од наведених механизама.

Механизми регистровања звука
Када звук доспе у ушни канал, звучни таласи проузрокују треперење бубне опна, која потом код слушних кошчица изазива вибрационе покрете.
По класичној теорији таласи се потом са базе стапеса преносе перилимфом кроз скалу вестибули и хеликотрему у скалу тимпани и тамо доводе до осцилација одговарајућих влакна базиларне ламине (резонатори). Чулне ћелије које леже на тим влакнима на тај начин заједно са својим длачицама бивају потиснути према мембрани текторији и тиме постају надражене. Надражене мале трепље (длачице) стварају нервне импулсе који путују до мозга преко слушног дела вестибулокохлеарног нерв. Импулси који су преведени да мозга у њему се региструју као звук.
Код преношења титраја са стапес на перилимфу, база стапес се незнатно утискује у шупљину лавиринта. Како је течност нестишљива и некомпресибилна, перилимфа се мора на другом месту померити. То је могуће само тамо где зид лавиринта није кост, а такво место је кохлеарни прозор на коме је разапета секундарна мембрана тимпани.
По новијем тумачењу, вибрира не само базиларна, него и вестибуларна мембрана. Прва најјаче у близини спиралне везе, а друга у близини рубног дела спиралне коштане ламине. Тиме се ендолимфа потискује из простора ограниченим текторијалном мембраном и Кортијевим органом према спољном зиду дуктуса кохлеариса и опет увлачи назад у тај простор. То струјање ендолимфе у радијалном смеру надражује длачице чулних ћелија.

### Равнотежа
Органи вестибуларног система (полукружни канали и вестибулум) такође садрже косе ћелије које, када се узнемире покретним ендолимфе, детектују било ротацију главе, покрете тела (убрзавање и успоравање), или положај тела у простору. Када се особа креће или мења правац, кретање ендолимфе ремети функцију косих ћелија у тим органима. Правац кретања одређује се на основу тога које су коса ћелије стимулисане. Длачице ћелија генеришу нервне импулсе који путују преко вестибулокохлеарног нерва до можданог стабла, малог мозга и кичмене мождине. Тако тело одговара покретима и одржава равнотежу. Вестибуларна систем ради заједно са визуелним и скелетним системом како би се помогло телу да одржи равнотежу.
Ако све долазне информације из сваког од ових система није синхронизован, онда не постиже равнотежа. Када централни нервни систем детектује неусаглашеност или конфликтне информације, она реагује покушавајући да надокнади или усклади информације како би се „помирио сукоб сензација“. Централна компензација одвија се несвесно и одражава способност организма да се прилагоди променама. Центар за ову усаглашавање или „решавање сукоба“ смештен је у вестибуларним једрима. Вртоглавица или вертиго је сензација која се јавља када нема компензације или навикавања на промене.

## Епидемиологија
Морбидитет
Права Менијерова болест је релативно ретка болест. Разни аутори наводе да је њена учесталост на ниво од 4 до 10 на 100.000 становника. Према статистикама из Бугарске (Димов, Широв) фреквенција болести међу отонеуролошким пацијентима је око 0,42%.
У Сједињеним Америчким Државама, преваленција ендолимфатичнох хидропса је 1.000 случајева на 100.000 становника што је доста разумна процена, мада вероватно и потцењена.
Преваленција Менијерове болести (тј, идиопатског ендолимфатичног хидропса) варира, од 15 на 100.000 у САД до 157 на 100.000 становника у Великој Британији. Ова разлика у преваленци у различитим географским подручјима вероватно је настала због пристрасности а не због утицаја географских разлика на болест.
Билатерални (обострани) облик болести јавља се у 10% пацијената са Менијеровом болешћу, у примарној дијагнози; док са након прогресије болести, може наћи у више од 40% случајева.
Старост
Менијеровог болест може се јавити у готово свим узрастима. Болест је описана код деце од 4 године као и код особа старијих од 90 година.Типично је да болест почиње у раном или средње зрелом добу живота. Врхунац учесталост Менијеровог болести је код особа између 40 и 60 година старости. Просечна старост лечених група у неким студијама кретала се од 49 до 67 година.
Пол и раса
Менијерова болест се нешто чешће јавља код жена него код мушкараца, са пријављеним мушко:женским односом у распону од 1,3: 1 до 1,8: 1. Ове разлике у вредностима могу бити последица пристрасности у извештавању али и резултат већег јављања жена које су тражиле терапију.
Болест првенствено утиче на особе беле расе, мада су и ови подаци можда и резултат пристрасности извештавању.

## Етиопатогенеза
Менијерова болест представља лавиринтни синдром који се карактерише епизодама ротаторних вртоглавица праћених нистагмусом, вегетативним сметњама, флуктуирајућим сензоринеуралним оштећњем слуха, тинитусом и пуноћом у уву.
Узроци настанка Менијерова болест нису у потпуности изучени. Још увек је нејасно да ли је болест посебно обољење или скуп одвојених поремећаја.
Породична предиспозиција може бити један од етиолошких фактора, јер половина пацијената наводи појаву болести међу најближим сродницима.
Доктор Вилијамс сматра да су вртоглавице изазване спазмом унутрашње слушне артерије или њених грана, док је губитак слуха узрокован спазмом артериола и капилара, који доводи до хидропса (нагомилавање течности) мембранског лавиринта, због поремећаја у продукцији или ресорпције ендолимфе у унутрашњем уву.
Према бројним истраживањима резултати испитивања указују на то да је поремећај највероватније на молекулском нивоу. Код Менијеровог синдрома постоји поремећај у продукцији, дистрибуцији и елиминацији ендолимфе, због претеране механичке стимулације сензорних ћелија због екстремног истезања структура унутрашњег ува што доводи до карактеристичних симптома.
Сматра се да ова болест настаје као неспецифичан одговор лавиринтног ткива на различите болести и поремећаје у организму, од којих су најзначајније:
- Психогени узроци, страх, стрепња, премор, психичке трауме
- Хормонски поремећаји, најчешће удружени са хипометаболизмом
- Поремећај аутономног нервног система
- Специфичне жаришне инфекције.
- Алергије унутрашњег ува (често на алергене хране), прекомерна употреба кафе и никотина
- Поремећај састава електролита и метаболизма воде
- Атеросклероза и друге промене на крвним судовима ува.

Иначе ток Менијерове болести има и аналогију са мигреном. У ствари, ова два обољења су сродна. Мигрена често иде са Менијеровом болести и обрнуто. Разлог за то налазимо у сличној патогенези обе болести, за које се сматра да су изазване васкуларном дистонијом и вазомоторним променама у крвним судовима.

## Клиничка слика
Мениерова болест почиње нагло, са нападима вртоглавице, праћена гађењем или повраћањем, једностраним оштећењем слуха и шумом у уву. Болесник има утисак да се окреће сам око себе а понекада и да се предмети окрећу око њега.
Почетна презентација знакова и симптома Менијерове болести је променљива. Типичном почетку болести обично претходе променљиви осећај притиска и пуноће у уву, смањен слух за ниске тонове и исцрпљујући тинитус. Код мање од једне трећине пацијената болест почиње се свим потпуно јасним дијагностичким компонентама болести. Вртоглавица је најчешћи почетни симптом болести, док се са додатни знаци и симптоми могу јавити након кашњења од месец дана до једне године.
Већина пацијената доживљава потпуно развијени напад Менијерове болести са свим његовим симптомима и пратећим манифестацијама, у трајању од 20 минута до 24 часа (просечно трајање је 1-2 часа). Пуноћа и зујању у ушима обично претходи нападима вртоглавице. Болест се карактерише и флуктуирајућим губитком слуха на ниским фреквенцијама који се често јавља током напада вртоглавица, да би се по завршетку напада ток болести обично завршио скоковима слуха.
Понекад напади могу да се јаве и два пута у току дана. Након напада пацијент обично заспи, и осећа се добро, а сви симптоми по правилу нестају. Хоризонтални ротациони нистагмус (невољно дрхтање ока у смеру обртања) је такође типично присутан симптом током напада вртоглавице.
Код друге групе пацијената вртоглавица или други симптоми могу се јавити изоловано и претходити потпуно развијеном облику Менијеровој болести од неколико месеци до неколико година.
Међутим, када појединци доживе поновљене нападе, губитак слуха је све већи и стање слух почиње да се погоршава. Болест поприма хронични ток, а после сваког напада настају све већа оштећења периферних структура ува. Наглувост постаје све израженија, а реакција органа за равнотежу све слабија. Такође болест се јавља прво само у једном уву, да би дугим трајањем, болест утицала и на промене у другом уву.

## Дијагноза
Дијагноза Менијерове болести поставља се на основу анамнезе, карактеристичног клиничке слике, неуролошког прегледа и аудиолошког тестове. У анамнези се најчешће открива присуство једног или више фактора. Аудиограм показује оштећење слуха у почетку у ниским фреквенцијама, а касније и у високим.
Процена вртоглавице
За процену вртоглавице користи се Нилен-Барани маневар, чији резултат могу указивати на коегзистирајућу бенигну позициону вртоглавицу. Тест се изводи како је ниже описано.
Пацијент се поставља на леђа у средини лежаја, тако да је глава поред узглавља кревета. Пацијент се потом брзо помера уназад, тако да глава виси преко ивице кревета, а у очима са прати појава нистагмуса. Ако нема нистагмуса у одређеном периоду, пацијент се враћа у усправан положај. Следећи корак је да се пацијент брзо окрене главу у десни лежећи положај, поново у потрази за нистагмусу. Овај маневар је затим понавља са покретом главе у леволежећи положај. Нистагмус обично има кашњење од 2-5 секунди и повезан је са Менијеровом болешћу.
Уколико се утврди класичне налази бенигне пароксизмалне позиционе вртоглавице током овог теста, онда се може извршити и[Ромбергов теста који генерално показује значајну нестабилност и погоршање током акутних напада када су затворене очи.
Хенебертов знак је нистагмус узрокована позитивном и негативном притиску у спољашњем слушном каналу.
Тулијев феномен је звуком индукована вртоглавица и/или нистагмуса, или обоје и анамнестички је повезана са сифилисом али је описан и у Мениејеровој болести.
Остали тестови
У дијагнози Менијерове болести, поред класичих клиничких критеријума, користе се и:
- неуроотолошки тестови као што су аудиометријске испитивање,
- вестибулометрија (калоријски и ротаторни тестови са електронистагмографским записом или без њега),
- глицеролски тест,
- електрокохлеографија,
- отоакустичке емисије,
- аудитивни евоцирани потенцијали можданог стабла,
- сликовне рендгенолошке методе ( компјутеризована томографија (КТ) и нуклеарна магнетна резонанца (НМР) главе).[26]

## Терапија
Нерешено питање етиологије болести условило је примену бројних конзервативних и хируршких методе лечења.

### Конзервативне методе
Конзервативна методе обухватају примену хемореолшких лекова, диуретика, психорелаксанаса, блокатора калцијумских канала и токсиних антибиотика са претежно но селективним деловањем на део унутрашвег ува.
Једна од метода лечења, новијег датума, заснива се на примени интратимпанске апликације гентамицина. Међутим код ове терапије постоје различити (неусаглашени) терапијски приступи у погледу дозе лека, броја апликација током једног или више дана. Према резултатима из литературе централна компензација периферног вестибуларног дефицита настаје у току 1-3 месеца, што омогућује болеснику да се врати свакодневним или професионалним активностима без страха од следећег напада вртоглавице, а шум у уву је престао код око 62% болесника. Ову методу лечења неки аутори назвали су хемијска лавиринтектомија, којом се нестабилна вестибуларна хипофункција, одговорна за нападе вртоглавице преводи у стабилну арефлексију.
Током првих дана напада препоручује се мировање у постељи и неслана дијета, и забрана употребе алкохола и дувана. У периоду мировања болести утврђује се узрок и након тога примењују лекови према врсти обољења, што значајно утиче на смањење хидропса.
Уколико конзервативно лечење не да резултате приступа се хируршкој терапији. Типичан период неуспешног лечења, након кога је индикована операција је 3-6 месеци. Међутим, пацијенти са израженим тегобама могу ићи на операцију и раније.

### Хируршке методе
Циљ оперативног лечења је разарање вестибуларног дела лавиринта уз очување кохлеарног дела. Оториоларинголозима су на располагању ове врсте операција:
- Трансмастоидна неуротомија вестибуларног живца,[33]
- Декомпресија ендолимфатичног сакуса у субарахноидном простору.[34]
- Деструкција целог лавиринта изводи се изузетно и то само у случајевима где је слух тешко оштећен. Ова интервенција се изводи само једнострано. Деструкција целог лавиринта изводи се изузетно и то само у случајевима где је слух тешко оштећен. Изводи само једнострано.
- Дренажа ендолимфатичног сакуса, која има за циљ смањење притиска у лавиринту, према подацима из литературе најуспешнија је метода.[35]

Пре приступања хируршком начину лечења темељно треба сагледати медицинске узроке Менијеровог синдрома, као и све промене у уву које морају бити дијагностички јасно идентификоване.
Контраиндикације за оперативно лечење
Пацијент би пре операције требало да буду у добром здравственом стању како би могао да издрже операцију и анестезију. Примене хирургија није нужно контраиндикована код старијих пацијената, јер и они у 80-тим доста добро подносе лавиринтектомију. Неке од контраиндикација су:
- Запаљења средњег ува и мастоидне шупљине је апсолутна контраиндикације за операцију. Ако се пре операције не санирају ове инфекције постоји ризик од развоја менингитиса (запаљење можданице)
- Обострана вестибуларна болест је релативна контраиндикација за деструктивне поступке због ризика од потпуног губитка функције унутрашњег ува (тзв, Дандијев синдром).
- Преосетљивост или алергија на циљне лекова је апсолутна контраиндикација за аминогликозидну перфузију.

Један од принципа који треба применити при доношењу одлуке за операцију је да захват треба избећи на уву пацијента које поседује све слушне функције, због постојања опасности од стварања тешке обостране глувоће. Уосталом ово правило важи и за већину хируршких процедура у оториноларингологији.
Компликације након оперативног лечења
Многи потенцијални ризици и компликације постоје, као и током других оперативног захвата али се они јављају релативно ретко. Као и код сваке операције ува, могуће компликације, које се могу јавити су; губитак слуха, зујање у ушима, вртоглавица, парализа лица, хематом, крварење у уву, истицање цереброспиналне течности, поремећај укуса и сувоћа у устима.

## Ток болести
Менијерова болест је рекурентно - ремитентног тока и само је једна од последица дисфункције унутрашвег ува.